# 新疆棘豆
新疆棘豆（学名：Oxytropis sinkiangensis），为豆科棘豆属下的一个植物种。种加名 sinkiangensis 意为“新疆的”。